# W Bordeaux Basket
Le W Bordeaux Basket (ou Waïti Bordeaux) était un club français de basket-ball appartenant à la Ligue féminine de basket lors de la saison 2002-2003.
Il a été mis en liquidation judiciaire et évolue désormais en Promotion Excellence Féminine sous la dénomination de Bordeaux Basket (depuis le 19 septembre 2003).

## Historique
Le club est né en 1935 sous le nom de Sporting club bordelais. En 1982, le club accède à l'élite, la NF1A, et change de nom en 1989 après fusion avec la maison de quartier de Chanteclerc pour devenir le Sporting Chantecler Bordeaux. En 1996, nouveau changement de nom pour devenir le Waïti Bordeaux Chantecler. Le terme Chantecler sera abandonné peu de temps après par décision de la mairie. Le désormais Waïti Bordeaux Basket sera, à partir de 2001, simplement appelé W Bordeaux Basket en application de la loi Évin, Waïti étant une boisson alcoolisée. Le 19 septembre 2003, le club est mis en liquidation judiciaire et dépose le bilan. Une nouvelle structure apparaît pour occuper ses joueurs et joueuses, le Bordeaux Basket, mais ce nouveau club dut repartir au plus bas niveau départemental.

## Entraîneurs successifs
- 1990-1993 :         Pierre Jouvenet-Gilquin
- 1993 - 2001 :  Francis Dandine
- 2001 - 2003 :  José Ruiz
- 2003 - ? :  Igor Grudin

## Joueuses célèbres ou marquantes
- Nicole Antibe
- Aurélie Bonnan
- Irina Gerlits
- Emmanuelle Hermouet
- Vickie Johnson
- Edwige Lawson-Wade
- Magali Lopez
- Elena Nikipolskaya
- Flore Perotto
- Marie-Sophie Obama

Legrand Marion
Poujaud sandrine
Paul Aurélie 
Wenk muriel
Parage karine Barbara Weistroffer